# Житомирский льнокомбинат
Житомирский льнокомбинат (укр. Житомирський льонокомбінат) — промышленное предприятие в Житомире, прекратившее производственную деятельность.

## История

### 1958— 1991
Строительство предприятия началось в 1958 году в соответствии с шестым пятилетним планом развития народного хозяйства СССР, в 1961 году комбинат был введён в эксплуатацию. Первые метры тканей были выпущены в октябре 1961 года.
В 1965 году для снабжения водой промышленной зоны Житомира (в том числе, льнокомбината) была построена плотина на реке Тетерев, которая была передана на баланс льнокомбината. Для рабочих льнокомбината, завода станков-автоматов и завода химволокна был построен спальный микрорайон.
В 1965 году комбинат произвёл 13,6 млн. м² готовых тканей.
В 1970 году комбинат произвёл 26,4 млн. м² готовых тканей.
Для оптимизации процесса обеспечения комбината сырьём в январе 1975 года было создано Житомирское производственное объединение по заготовкам и первичной обработке льна.
В 1977 году комбинат произвёл 39,1 млн. м² готовых тканей. Также, в 1977 году ткачиха комбината Е. И. Болошкевич стала Героем Социалистического Труда.
По состоянию на начало 1980 года комбинат специализировался на производстве бытовых, технических и тарных тканей из льна. Основной продукцией являлись скатерти, скатертное полотно, салфетки, покрывала, простынное полотно, а также различные ткани (костюмно-суконные, тентовые, палаточные и бортовочные для спецодежды) и льняные мешки.
Комбинат участвовал в обеспечении деятельности Олимпиады 1980 года (выпустил серию сувенирных тканых изделий, на которых был изображён Олимпийский Мишка и успешно выполнил ряд других поручений). После завершения Олимпиады ответственный за данное направление работы предприятия главный инженер комбината А. С. Конодюк был награждён орденом "Знак Почёта".
В 1990 году комбинат произвёл 40 млн. погонных метров тканей - наивысшее количество за всю историю предприятия.
В советское время Житомирский льнокомбинат имени 60-летия Великой Октябрьской социалистической революции входил в число ведущих предприятий города.

### После 1991
После провозглашения независимости Украины комбинат стал крупнейшим льнокомбинатом на территории Украины.
1 сентября 1993 года находившееся на балансе комбината ПТУ № 9 передали в коммунальную собственность города.
В 1994 году комбинат оказался в кризисном положении.
В мае 1995 года Кабинет министров Украины включил завод в перечень предприятий, подлежащих приватизации в течение 1995 года, после чего государственное предприятие было преобразовано в открытое акционерное общество. Во второй половине 1990-х годов около 15% акций ОАО приобрела американская компания SigmaBleyzer.
В 2000 году хозяйственный суд Житомирской области возбудил дело о банкротстве предприятия, которое в дальнейшем несколько раз пересматривали. В результате, комбинат перешёл в собственность киевской компании ООО «Текстиль-Импекс» и был преобразован в ЗАО «Житомирский льнокомбинат».
В 2001 году предприятие полностью остановило производство, 1500 рабочих были уволены. До декабря 2003 года комбинат не функционировал. После привлечения инвестиций от киевской компании ООО "Металон" 29 декабря 2003 года комбинат возобновил работу до середины 2000х годов.
В июне 2007 года на аукционе были проданы находившиеся на балансе комбината артезианская скважина и теплицы. В ноябре 2007 года Фонд государственного имущества Украины выставил на продажу 51% акций комбината по стартовой цене 2,597 млн. гривен, но не смог продать его из-за отсутствия заявок.
Начавшийся в 2008 году экономический кризис осложнил положение комбината, активизировались распродажа помещений и демонтаж оборудования на металлолом. Находившуюся на балансе предприятия речную дамбу в 2008 году передали в коммунальную собственность города.
В 2013 году комбинат уже не функционировал.
В 2016 году в административном корпусе был размещён Житомирский пограничный отряд Северного регионального управления ГПСУ, производственные корпуса были разрушены. Восстановление предприятия было признано невозможным, поскольку в области не осталось посевов льна и квалифицированных специалистов.
В ноябре 2016 года на территории бывшего комбината был обнаружен и закрыт подпольный цех по обжигу древесного угля.

## Дополнительная информация
- на льнокомбинате выходила многотиражная газета "Текстильник Полісся".